# Mijikenda

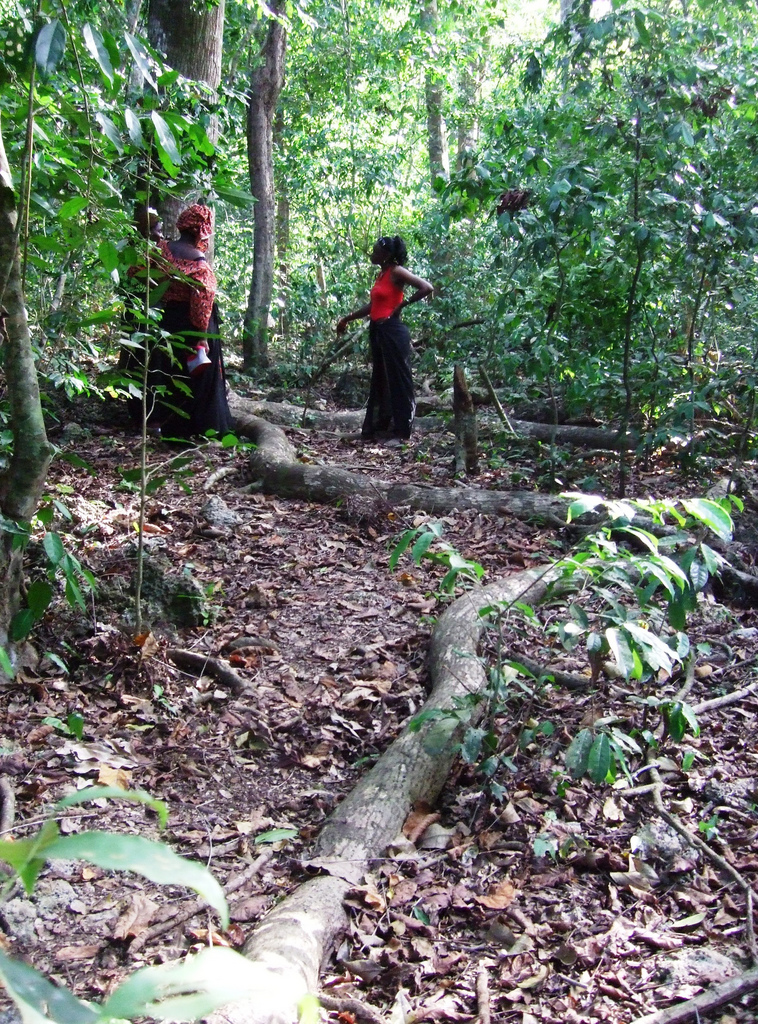
Mujeres de una etnia mijikenda en un bosque

Mijikenda significa "las nueve tribus", y hace referencia a nueve grupos étnicos que viven a lo largo de la costa de Kenia, desde la frontera con Somalia, en el norte, a la frontera de Tanzania, en el sur. El arqueólogo Chapuruka Kusimba, presidente de la Sociedad de Arqueólogos Africanistas, sostiene que los mijikenda residían anteriormente en el entorno de las ciudades costeras, para evitar la sumisión a los portugueses que dominaban esta región. También se evadieron de las colonizadores alemanes y británicos, que prefirieron quedarse en las zonas interiores y abandonaron la costa, más pobre y calurosa.
Históricamente, estos grupos étnicos eran denominados nyika o nika por los foráneos. Este término despectivo significa "gente de la maleza" (bush people), por su costumbre de vivir en áreas sin árboles.
De los nueve grupos mijikenda, los digo se encuentran también en Tanzania, debido a su proximidad a la frontera.
Cada uno de los grupos mijikenda tiene un bosque sagrado al que llaman kaya: un lugar de oración dirigido por consejos de ancianos. Los once bosques kaya existentes a lo largo de 200 km de costa en Kenia, y en los que se encuentran los restos de ciudades fortificadas, fueron declarados Patrimonio de la Humanidad por la UNESCO en 2008. Además, las tradiciones y prácticas vinculadas a estos bosques fueron también declaradas Patrimonio Cultural Inmaterial de la Humanidad en 2009 bajo medidas urgentes de salvaguardia.
Los mijikenda también son conocidos por la creación de estatuas funerarias kigango de madera, para las cuales existe un mercado internacional ilegal.

## Etnias mijikenda
- Digo
- Chonyi
- Kambe
- Duruma
- Kauma
- Ribe
- Rabai
- Jibana
- Giriama

Cada etnia tiene su propia vestimenta y lenguaje, aunque las lenguas son similares entre ellas y con el suajili.